# 更堅強
《更堅強》（英语：Stronger）是美國歌手布兰妮·斯皮尔斯演唱的一首歌曲，出自其第二張專輯《爱的再告白》。這首歌曲于2000年11月13日由Jive唱片正式發行為專輯的第3支單曲。布蘭妮在瑞典會見马克斯·马丁和拉米之後，在當地工作室錄製了幾首歌曲，當中包括《更堅強》。這是一首青少年流行和舞蹈流行歌曲。歌詞表達了自强主題，講述了一名女孩再也忍受不了她的劈腿男友並決定離開他。
《更堅強》獲得了主流樂評的讚賞，部分樂評人稱音樂和歌詞創作新穎，並認為這是整張專輯中最棒的舞曲。歌曲發行後獲得商業上的成功，進入澳洲、德國和瑞典的榜單前5名，並打進芬蘭、愛爾蘭、瑞士和英國的榜單前10名。
斯皮爾斯在多場現場表演演唱《更堅強》，包括「2000年電台音樂獎」、「2001年全美音樂獎」、福斯特別節目「布蘭妮在夏威夷」和其兩場巡迴演唱會。歌曲的音樂錄影帶由喬瑟夫·坎恩執導，他認為它在主題上與斯皮爾斯之前的音樂錄影帶大相徑庭。

## 背景與詞曲
1999年，斯皮爾斯在瑞典和瑞士開始創作她的第二張專輯《爱的再告白》。斯皮爾斯在瑞典會見马克斯·马丁和拉米之後，在當地工作室錄製了幾首歌曲，當中包括《更堅強》，該曲同時由馬丁和拉米創作與製作。回到美國之後，斯皮爾斯在接受MTV新聞訪問時透露道：「我才剛從瑞典回來，並在那裏（為《愛的再告白》）準備了一半的素材。我真的是對這些素材感到非常、非常開心，而且能夠以如此短的時間完成這麽多的東西。因此我是一直呆在工作室中，這挺酷的。」斯皮爾斯于2000年早旬在瑞典斯德哥尔摩谢龙工作室錄製自己的演唱部分。《更堅強》于2000年11月13日作為專輯的第3支單曲發行。
《更堅強》是一首有著舞蹈拍子的青少年流行和舞蹈流行歌曲，且時長3分23秒。根據Musicnotes.com出版的數位樂譜顯示，歌曲以升G小調創作，為每分鐘108拍，而斯皮爾斯演唱這首歌曲時的音域在C♯3到C♯5之間。樂評人認為這首歌曲是斯皮爾斯的獨立宣言，就像「I'm not your property」（大意：我不是你的私人財產）和「I don't need nobody」（大意：我不需要任何人）這些被認為有著自强主題的歌詞。歌詞同時引述了斯皮爾斯極具代表性的首支熱門單曲〈愛的初告白〉，這是兩年前同樣由馬丁和拉米共同創作與製作給斯皮爾斯的歌曲；後者的著名副歌「My loneliness is killing me」（大意：我的孤獨在折磨我），而《更堅強》歌曲回答道「My loneliness ain't killin' me no more」（大意：我的孤獨不再折磨我）。儘管斯皮爾斯并沒有參與創作，但這首歌曲被猜測道是針對她的唱片公司和管理層。《娛樂周刊》的大衛·布朗（David Browne）認為〈更堅強〉與〈別來煩我〉（Don't Go Knockin' on My Door）兩首讓人回想起滾石樂團的《上一次》。

## 反響

### 專業評價
〈更堅強〉獲得主流樂評的讚揚。Jam!的斯蒂芬妮·麥格拉斯（Stephanie McGrath）認為這首歌曲是《愛的再告白》中「最棒的舞曲」，並覺得「每一個細節都簡直感覺像是超級男孩的《再見，我的愛》又或者後街男孩的《真命天子》」。《巴諾書店》的特蕾西·E·霍普金斯（Tracy E. Hopkins）在評價專輯時稱：「斯皮爾斯在極具代表性的首發單曲，以及在取得巨大成功的《更堅強》閃閃發光……」《卡加利太陽報》的大衛·維奇（David Veitch）將《更堅強》稱為「另一首以低沉回響為基底的歡快歌曲」，並同時說歌曲「以霧號般的合成器、完美的節奏音軌及大量應用在布蘭妮聲音上的音效格外引人注目。她為什麽在橋盡頭喘氣則是留給每一個人的懸念。」《新音樂快遞》的專欄作家將《更堅強》與ABBA的歌曲作比較，並評論道：「這就是瘋狂使用氦氣的流行電音《更堅強》，並將偉大的ABBA和音放進副歌裏，這聽起來比後街男孩還要可怕和機械化。」《沙龍》的安迪·巴塔利亞（Andy Battaglia）認為《更堅強》「單以其旋律就足以摧毀整個自助行業。」

### 商業成績
在美國，《更堅強》于2000年12月30日空降告示牌百大單曲榜第29位后，並于2001年1月27日在榜最高到達第11位。歌曲亦在主流四十強單曲榜最高到達第17位。美國唱片業協會將其認證為金唱片。《更堅強》分別登上舞曲/電音單曲銷售榜與節奏四十強單曲榜第2位及第37位。截至2012年6月，《更堅強》在美國擁有415,000首實體銷售及270,000次付費數位下載量。此為斯皮爾斯在該國第三高實體銷售單曲。
《更堅強》在全球獲得商業上的成功。歌曲在奧地利與瑞典登上第4位，在愛爾蘭與瑞士登上第6位，在芬蘭登上第8位，並在許多歐洲國家登上前20名。《更堅強》于2000年12月16日空降英國官方榜單公司單曲榜第7位，並於次週降至第11位。歌曲在澳大利亚最高到達第13位，並之後受澳大利亚唱片業協會獲認證為白金唱片，代表達到70,000首單曲出貨量。《更堅強》在法國排名第20位，成為全球最低排名。然而，歌曲以超過125,000首銷量受法國唱片出版業公會獲認證為銀唱片。歌曲在德國媒體控制榜進入第4名，並以達到250,000首單曲出貨量受聯邦音樂產業協會獲認證為金唱片。

## 音樂錄影帶

斯皮爾斯在《更堅強》的音樂錄影帶。她穿著未來風格的服裝，在整部錄影帶中與椅子共舞。

歌曲的音樂錄影帶由喬瑟夫·坎恩執導，他透露道音樂錄影帶的概念創作自斯皮爾斯本人，她說：「我會喜歡在椅子上跳舞、開車及與（我）男友分手（……）這就是你（音樂錄影帶中需要）的三個元素。」坎恩就此完成了創作，MTV的喬絲琳·韋娜（Jocelyn Vena）認為「斯皮爾斯走進俱樂部就進入了半未來主義的世界，與劈腿男友分手之後，歡欣鼓舞地在雨中漫步，因為她知道沒有他生活會更好」。坎恩還覺得音樂錄影帶非常精密，並說道它是「絕對脫離了她當時幾分糖果色的音樂錄影帶，所以我經常想這就是從青少年流行布蘭妮到轉變成為真正歌手布蘭妮。」錄影帶的額外鏡頭可以在斯皮爾斯第一張選輯專輯DVD《妮裳神話-精選+新曲》。
坎恩透露道，斯皮爾斯錄影帶中椅子上的舞蹈動作是借鑒了珍娜·傑克森《快樂原則》與《想念你更多》的音樂錄影帶，並說道她的靈感來自于「珍娜·傑克森的《快樂原則》－那個標志性的椅子上的一組動作」。關於錄影帶的評論回應道：「斯皮爾斯女士以眼花繚亂的椅子舞蹈動作，給予我們最佳珍娜·傑克森（《想念你更多》中的）印象。」斯皮爾斯在其他音樂錄影帶的靈感也同樣借鑒了珍娜，包括《別讓我最後才知道》、《過度保護》、《妮裳馬戲團》和《愛情玩咖》。
錄影帶以「Britney Spears – Stronger」字幕開場，並環繞著雷聲。影片開始時，斯皮爾斯看著她的男友，而男友與抱著他的另一位女性面帶微笑。她發覺沒了他會更好，並向觀眾說了句「無所謂」之後離開。他們身處的塔樓酒店以半未來主義的世界呈現，該酒店的頂樓在舉行派對，之後爆炸並炸毀。在第一次副歌開始，斯皮爾斯在全黑背景中拿著Emeco 1006風格的椅子上跳舞。在影片的後半部分，斯皮爾斯在雷雨中開著經典福特野馬離開派對，然而在不久之後，她的車開始旋轉，並停在橋邊。從震驚中恢復後，她不得不繼續在雨中行走。她的舞蹈從拿著拐杖到轉換至椅子，之後兩者出現在同一畫面。影片以斯皮爾斯走過整座橋完結。影片存在兩個版本，其中一個在結尾處斯皮爾斯站在旋轉椅上，另一個則是她唱歌的特寫。Idolator的麥克·尼德（Mike Nied）將其排在「布蘭妮·斯皮爾斯前十佳音樂錄影帶」的第9名，並認為「以早期的任何事物來説基本接近完美」。音樂錄影帶獲得了2001年MTV音樂錄影帶大獎「最佳流行音樂錄影帶」提名。

## 現場演出與翻唱版本

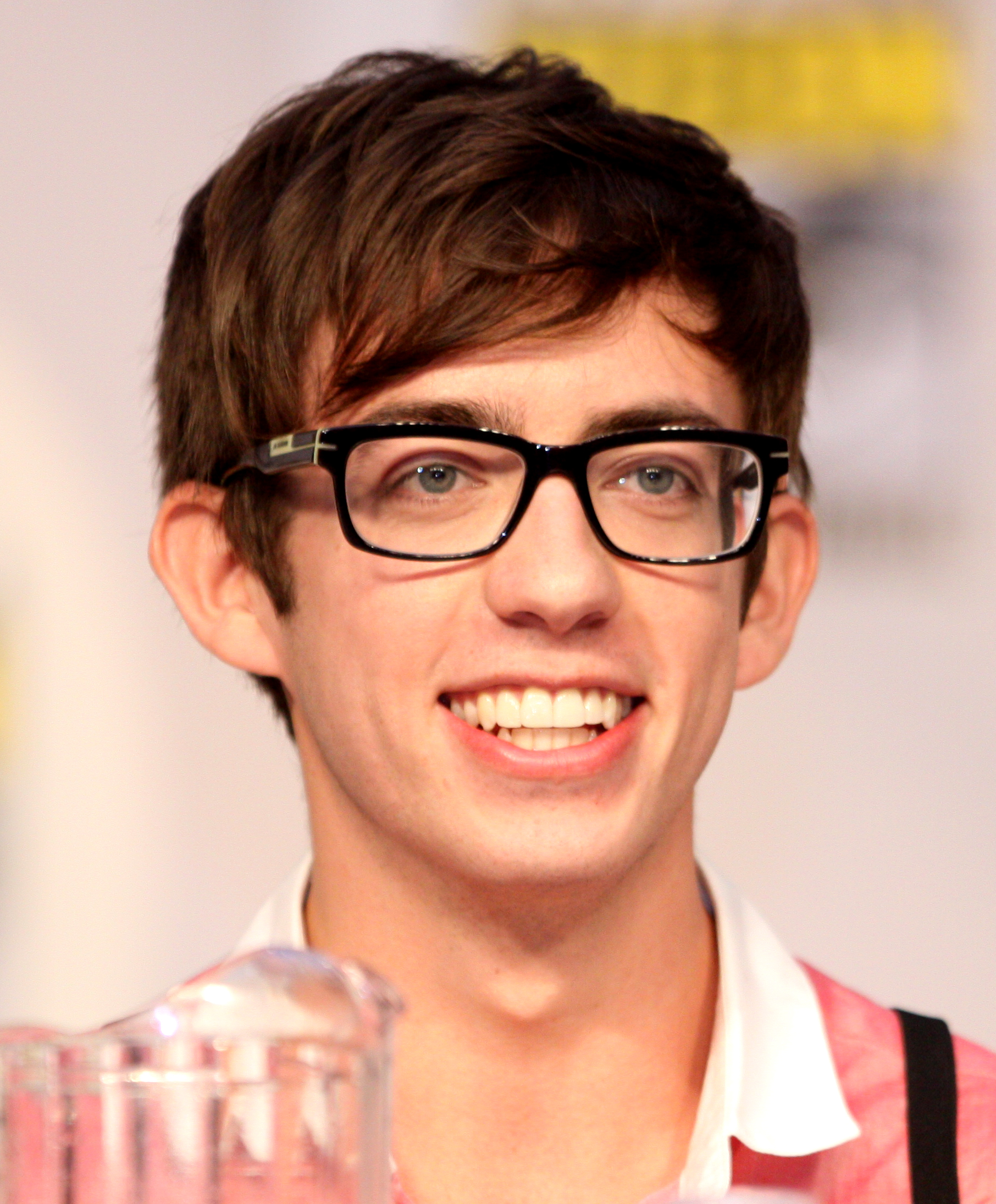
凱文·麥克海爾（圖）在《歡樂合唱團》一集中翻唱歌曲。

2000年6月20日，布蘭妮在愛的再告白世界巡迴演唱會美國哥倫比亞場第一次演唱《更堅強》。演唱會以一部名為「布蘭妮·斯皮爾斯經歷」介紹影片作開始，當中三個不同形象的斯皮爾斯歡迎觀衆參加此秀。之後，舞台上有一顆巨大的金屬球慢慢降下，金屬球再次升起時身穿閃亮褲子和橘色掛頸式上衣斯皮爾斯站在後面，她以這首歌曲的舞蹈開場。《更堅強》其後演出是2002年夢中夢巡迴演唱會。在跳完《男孩》的舞蹈後，斯皮爾斯演唱這首歌曲，她在當中身穿灑滿油漆的長袍，有時佩戴圓頂高帽。斯皮爾斯還在一些電視公開節目演唱這首歌曲，包括2001年全美音樂獎及MTV的特別節目「完全布蘭妮現場演唱會」（Total Britney Live）。于2000年6月8日開播的福斯特別節目「布蘭妮在夏威夷」（Britney In Hawaii）包含了這首歌曲的獨有演出。因為斯皮爾斯在2000年電台音樂獎頒獎期間正在巡演，所以她在德國直播演唱《更堅強》。《更堅強》并沒有包含在斯皮爾斯任何巡迴演唱會的曲目列表中，直到拉斯維加斯駐唱表演布蘭妮：破碎的我。
凱文·麥克海爾在電視劇《歡樂合唱團》專門關於布蘭妮的一集《布蘭妮/布列塔尼》中翻唱《更堅強》。在該劇中，麥克海爾所飾角色亞提（Artie）在看牙醫時幻想自己演唱《更堅強》。翻唱獲得主流樂評讚賞。《華爾街日報》的雷蒙德·弗兰德斯（Raymund Flandez）非常喜歡這個翻唱版本，欣賞男生演唱女權主義歌曲。《娛樂週刊》的提姆·斯泰克（Tim Stack）認為《更堅強》是他在這集中最喜歡的演出，同時也是向斯皮爾斯音樂的最棒結合，而這首歌曲對於亞提的劇情起到作用。

## 參與名單
人員名單來自《愛的再告白》專輯內頁。
- 布蘭妮·斯皮爾斯 – 主唱、和聲
- 馬克斯·馬丁 – 製作、詞曲創作、混音、鍵盤、程式、和聲
- 拉米·雅各布 – 製作、詞曲創作、鍵盤
- 尼亞·赫定 – 和聲
- 約翰·阿瑪迪羅 – Pro Tools工程
- 湯姆·科尼 – 製作母帶

## 榜单成绩
| 排行榜（2000-2001年）                | 最高 排名 |
| ------------------------------------ | --------- |
| 澳大利亚（澳大利亚唱片业协会單曲榜） | 13        |
| 奥地利（Ö3四十强单曲榜）             | 4         |
| 比利时佛兰德（Ultratop五十强单曲榜） | 15        |
| 比利时瓦隆（Ultratop五十强单曲榜）   | 14        |
| 巴西（巴西唱片工业协会單曲榜）       | 15        |
| 丹麥（Hitlisten单曲榜）              | 12        |
| 歐洲（音樂&媒體榜）                  | 3         |
| 芬兰（芬蘭官方單曲榜）               | 8         |
| 法国（法國唱片出版業公會單曲榜）     | 20        |
| 德国（德國官方單曲榜）               | 4         |
| 愛爾蘭（愛爾蘭唱片音樂協會单曲榜）   | 6         |
| 意大利（意大利音乐产业联盟单曲榜）   | 16        |
| 新西兰（新西兰唱片音乐协会单曲榜）   | 15        |
| 荷兰（百强单曲榜）                   | 12        |
| 荷兰（荷蘭四十強單曲榜）             | 14        |
| 挪威（世道單曲榜）                   | 11        |
| 波蘭（波蘭電台榜）                   | 4         |
| 羅馬尼亞（音樂&媒體榜）              | 9         |
| 蘇格蘭（官方榜单公司單曲榜）         | 6         |
| 西班牙（西班牙音樂製作協會）         | 15        |
| 瑞典（瑞典最熱榜）                   | 4         |
| 瑞士（瑞士热门音乐榜）               | 6         |
| 英國（官方榜单公司單曲榜）           | 7         |
| 美国（《告示牌》百大單曲榜）         | 11        |
| 美國（《告示牌》Pop Airplay）        | 17        |
| 美國（《告示牌》Rhythmic Songs）     | 37        |

| 排行榜（2000年）               | 排名 |
| ------------------------------ | ---- |
| 澳大利亚（澳大利亚唱片業協會） | 85   |
| 奧地利（Ö3四十強單曲榜）       | 41   |
| 德國（媒體控制榜單）           | 61   |
| 羅馬尼亞（音樂&媒體榜）        | 80   |
| 瑞典（瑞典最熱榜）             | 46   |
| 瑞士（瑞士熱門音樂榜）         | 90   |

## 銷量認證
| 地區                                                       | 认证 | 认证单位/销量 |
| ---------------------------------------------------------- | ---- | ------------- |
| 澳大利亚（澳大利亚唱片业协会）                             | 金   | 35,000^       |
| 丹麦（國際唱片業協會丹麥分會）                             | 金   | 4,000^        |
| 法国（法國唱片出版業公會）                                 | 銀   | 125,000*      |
| 德国（聯邦音樂產業協會）                                   | 金   | 250,000^      |
| 新西兰（新西兰唱片音乐协会）                               | 金   | 5,000*        |
| 瑞典（瑞典唱片業協會）                                     | 金   | 15,000^       |
| 英国（英国唱片业协会）                                     | 銀   | 200,000^      |
| 美国（美國唱片業協會）                                     | 金   | 500,000^      |
| *僅含認證的實際銷量 ^僅含認證的出貨量 ‡僅含認證的+實際銷量 |      |               |

## 發行歷史
| 國家 | 日期           | 形式               | 廠牌                    | 參考   |
| ---- | -------------- | ------------------ | ----------------------- | ------ |
| 德國 | 2000年11月13日 | CD單曲             | Jive 松巴  | [ 78 ] |
| 法國 | 2000年11月21日 | CD單曲             | Jive 松巴  | [ 79 ] |
| 日本 | 2000年12月6日  | CD單曲             | Jive 松巴  | [ 80 ] |
| 美國 | 2000年12月12日 | CD單曲（重混版本） | Jive 松巴  | [ 81 ] |
| 美國 | 2000年12月12日 | 12英寸             | Jive 松巴  | [ 82 ] |
| 美國 | 2001年1月2日   | CD單曲             | Jive 松巴  | [ 83 ] |